# Rue Berthe-Morisot
La rue Berthe-Morisot est une voie située dans le 8e arrondissement de Lyon dans le quartier Mermoz.

## Situation et accès
Elle comporte deux sections, une ouest, entre la rue Professeur-Ranvier et l'église de la Trinité. Elle fait un angle pour la partie nord-sud vers l'Avenue Mermoz.

## Origine du nom
La rue porte le nom de Berthe Morisot, une artiste peintre française, née le 14 janvier 1841 à Bourges et morte le 2 mars 1895 à Paris. Elle fut cofondatrice et doyenne du mouvement d'avant-garde de l'impressionnisme.

## Historique
Cette nouvelle voie a été nommée par délibération du Conseil municipal de Lyon le 23 septembre 2013,.